# 超大型住居

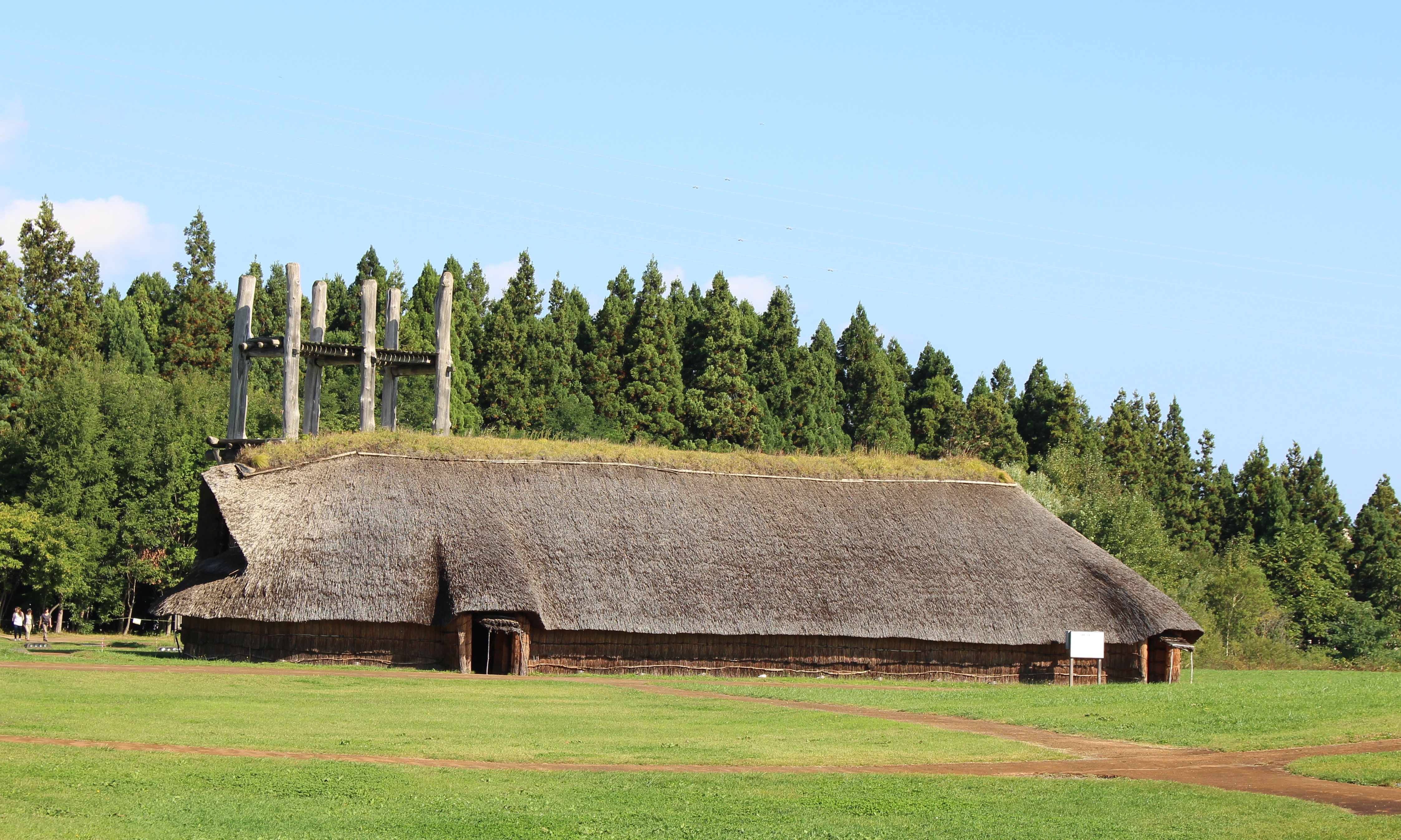
青森県三内丸山遺跡の復元超大型建物。長さ32メートル×幅10メートルの規模を持つ。

超大型住居（ちょうおおがたじゅうきょ）または超大型建物（ちょうおおがたたてもの）は、東日本の縄文時代の集落遺跡などにみられる長さが20メートルを越すような大型建造物である。明確な基準はないが、10メートル前後のものは大型住居（大型建物）と呼称する。竪穴建物（大型竪穴建物）のものと平地建物（掘立柱建物）のものがある。

## 概要
縄文時代早期に現れ、前期および中期前葉に特に発展し、後期にも散見される。東北地方を中心に33遺跡で90棟以上が知られている。北海道の一部および東北から北陸まで分布している。長方形・隅丸長方形および長楕円形を呈することが多く、その形状からロングハウスと称することもある。

## 呼称の変化
後述するように集落における共同の作業場や集会場のような機能が考えられており、「住居」という名称は不正確であるが、「竪穴住居」という語にひきずられる形で今日も広く使用されている。ただし「竪穴住居」と呼ばれてきた建築遺構についても、これまでの発掘調査結果の蓄積から工房など居住以外の用途に使われた事例が増加し、必ずしも「住居」ではないことが判明しており、文化庁は『発掘調査のてびき』（2013年発行）において「竪穴建物」と呼称していく方針を示している。これに伴い「超大型住居・大型住居」についても、同書では「大型竪穴建物（竪穴構造の場合）」の表記を用いている。

## 特に巨大な例
1. 三内丸山遺跡…前期、竪穴建物、青森県青森市、長さ32メートル×幅10メートル
2. 杉沢台遺跡…前期、竪穴建物、秋田県能代市、長さ31メートル×幅8メートル
3. 一ノ坂遺跡…前期、竪穴建物、山形県米沢市、長さ44メートル×幅4メートル

いずれも、縄文時代の建物のイメージを一新する驚くべき規模を有する建造物である。北日本の豪雪地帯に所在することから、冬期の作業小屋説もあるが、祖先を共通にする近隣の集落の成員が、定期的に集まったときの宿泊設備とする考えもある。一ノ坂遺跡の場合は、石器の未製品・半製品も出土したことから石器工房址説もある。

## 注目される検出例
1. 美沢2遺跡（中期前葉、竪穴建物、北海道苫小牧市）…同様の建物跡はその後北海道内では早期から後期にかけて多数存在することが確かめられている。
2. 近野遺跡（前期、竪穴建物、青森県青森市）…三内丸山遺跡に南接し、それとの関連が考慮される遺跡。
3. 鳩岡台遺跡（前期、竪穴建物、岩手県北上市）…複数の地床炉が一線に並ぶ超大型建物跡。
4. 上ノ山II遺跡（前期、竪穴建物、秋田県大仙市協和）…中央に広場があり、その周りにロングハウス系の超大型建物だけが環状に多数並ぶというきわめて特異な構造をもつ環状集落である。炉は地床炉である。
5. 池内遺跡（前期、竪穴建物・平地建物、秋田県大館市）…多数の竪穴建物とロングハウス系の掘立柱建物とが同時存在し、台地上を北より、東西方向に長軸をもつ竪穴建物、東西方向に長軸をもつ掘立柱建物、南北方向に長軸をもつ掘立柱建物、南北方向に長軸をもつ竪穴建物が整然と並び、集落構造の計画性が指摘できる貴重な調査事例。
6. 不動堂遺跡（中期、竪穴建物、富山県朝日町）…1973年（昭和48年）に発掘された19棟の竪穴建物のうち第2号建物跡は、超大型建造物発見の最初。長径17メートル、短径8メートル、広さ約120平方メートルで畳70枚ほど敷ける。当時の竪穴建物が直径5メートル程度のものであるのに比べればまさに大規模建物といえる。このような大規模竪穴建物は県西部でも見つかっている。埋甕を併設する炉（石組土器埋設炉）が2基あり、その中間に小柱穴が3本並び、さらに炉の形態が一方は円形石組、一方は方形石組になっていることで注目された。建物内部が二分されているだけでなく、異なる2つの集団の共存が指摘できる貴重な発見である。この遺跡が、現在では大型建物の南端になる。
7. 加賀原遺跡（中期、神奈川県横浜市都筑区）…1970年（昭和45年）の調査で、長径10メートル以上の平面小判形の大型建物1棟を検出[2]。
8. 小丸遺跡（別称「池辺14遺跡」、後期、平地建物、神奈川県横浜市都筑区）…1975年（昭和50年）～1976年（昭和51年）の調査で、全国で初めて縄文の掘立柱建物の存在が確認された遺跡[3]。また「超大型」とは呼べないが、「核家屋」と呼ばれる集落内の長（オサ）の住居の可能性が指摘される大型平地建物が検出されたことで注目される[4][5][6]。1つの集落で建物の形態の多様性がみられることも特徴的な遺跡である。

## 大型建物（ロングハウス）の用途
大型建物の用途については、渡辺誠、小林達雄、小川望をはじめとして多くの人がさまざまな見解を寄せている。主要なものを以下に紹介する。
- 共同作業小屋的活用（渡辺誠）…縄文時代の食糧事情を考慮した場合、豪雪地帯において加工食品などをつくる冬期の共同作業小屋的空間、あるいは作業・貯蔵・居住兼用の家屋。
- 共同宴会場的活用（小川望・小林達雄）…共同宴会場的機能を含む公共的行事、儀礼、祭り執行の場、催事場、集会場、公会堂、ときには集落外からの訪問者の宿泊所的空間。

## 欧州・帯文土器文化圏におけるロングハウス

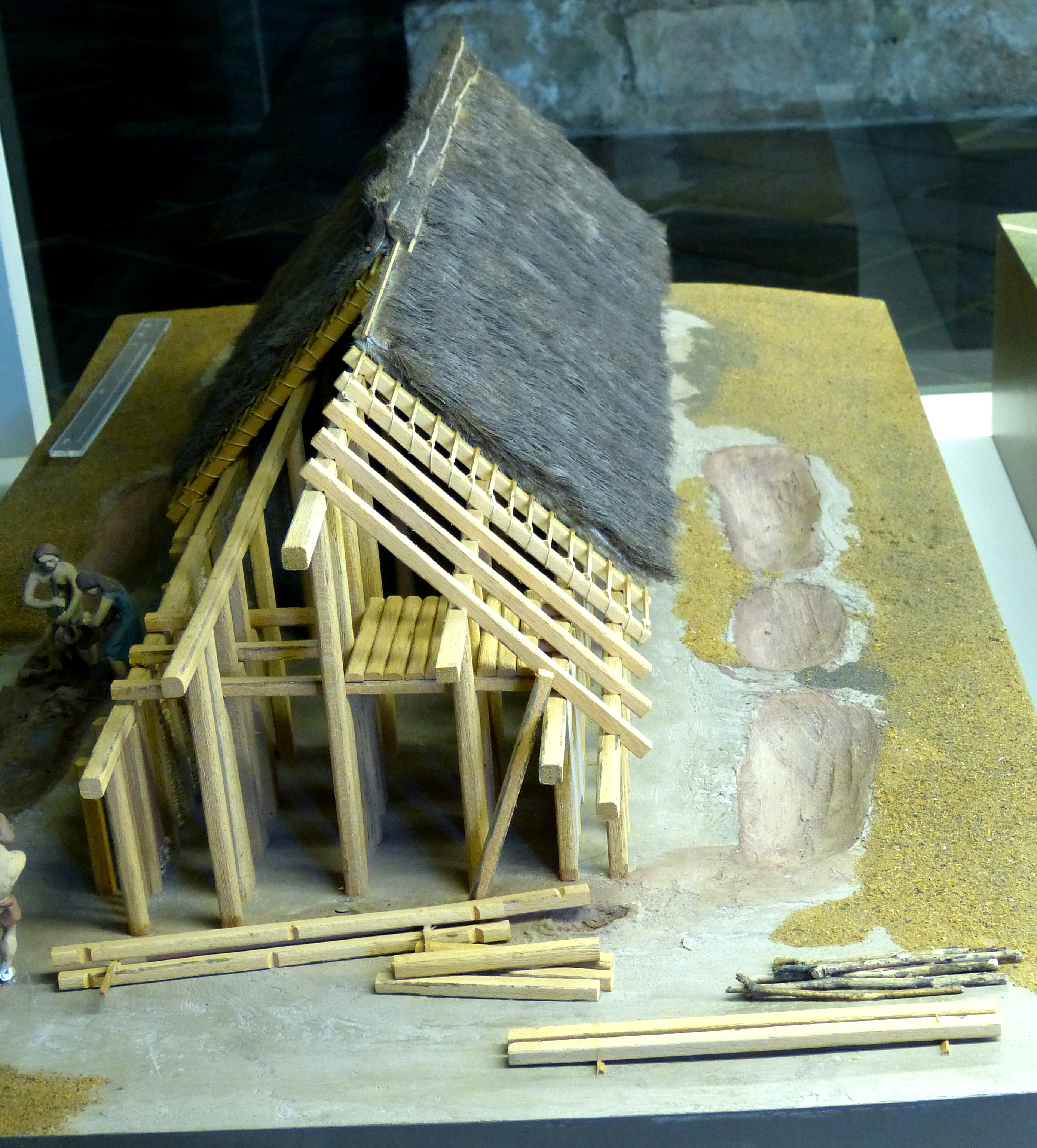
帯状土器文化のロングハウス（復元模型）

紀元前5500年から紀元前4500年にかけて、ライン川流域を中心とする中欧から西欧にかけての一帯では帯文土器文化（Linear Pottery culture）と称される独特の土器文化が成立している。この文化にかかわることとして、集落を構成する家屋が細長い長方形平面を呈するロングハウスをともなうことが特筆され、幅6〜7メートルに対して長さが20メートルほどの超大型建物であり、場合によっては40メートルを超す場合もあった。そして、こうしたロングハウスは、いずれも長軸を北西—南東方向にもつという共通点を有する。